# Кымчхон (район)
Кымчхон (кор. 금천구?, 衿川區?, новая романизация: Geumcheon-gu) — один из 25 районов Сеула, столицы Южная Корея. Расположен в юго-западной части города. Обладает статусом самоуправления.

## Название
В период трёх государств территория нынешнего района Кымчхон находилась под управлением государства Пэкче, а с конца VI века перешла под управление Когурё. Тогда она стала называться «Инболлохён» (кор. 잉벌노현?, 仍伐奴縣?), а в 940 году, во время правления вана Тхэджо, название изменилось на «Кымджу»: «кым» (кор. 금?, 衿?) означало «воротник», «джу» — «область» или «префектура» (кор. 주?, 州?). Считается, что первый слог «кым» в названии «Кымчхон» берёт своё начало в том периоде.
В 1413 году, во времена правления вана Тхэджона из династии Чосон, территория стала называться Кымчхонхёном (кор. 금천현) (хён со времён династии Силла до позднего Чосона являлся самой малой административной единицей корейских территорий).
В 1795 году, в период правления вана Чонджо, название было изменено на Сихынхён, который ровно через 100 лет, в 1895 году, стал уездом Сихын (ныне город Сихын).
«Чхон» в названии района означает «ручей» или «река». По западной границе района, а южнее — и по его территории, протекает ручей Анъянчхон (кор. 안양천), от которого и взят этот слог.

## Расположение на карте города
На севере район граничит с районом Куро, на востоке — с районом Кванак, на западе и юге соприкасается границей с двумя городами провинции Кёнгидо: Кванмёном и Анъяном соответственно.

## История
Во времена династии Чосон территория нынешнего района Кымчхон входила в состав двух мёнов (волостей) Кымчхонхёна: Тонмён (кор. 동면) и Сомён (кор. 서면).
До 1931 года территория называлась Тонмён уезда Сихын.
1 января 1963 года в рамках плана по расширению территории Сеула Тонмён уезда Сихын в составе других территорий был передан из состава провинции Кёнгидо в состав столичного района Йондынпхо. 1 апреля 1980 года из состава района Йондынпхо был выделен новый район Куро, в составе которого вошла территория современного района Кымчхон. 1 марта 1995 года район Кымчхон был выделен из составва района Куро, приобретя статус самоуправления.
1 января 2008 года количество административных донов (кварталов), на которые разделяется район Кымчхон, было сокращено с 12 до 10.

## Общая характеристика

Ворота при въезде в Кымчхон из Куро

Кымчхон занимает 2,1 % от общей территории Сеула. 46,3 % (6,054 км²) занимают жилые кварталы, 20,4 % (2,663 км²) приходится на зелёные зоны, а промышленная территория занимает всего 1,1 % (0,149 км²).

### Транспорт
Через район проходят несколько важных транспортных магистралей:
- открытая для движения в 1978 году скоростная автомагистраль Намбу сунхванно (кор. 남부순환로; букв. «Кольцевая дорога южной части»)
- пущенная в эксплуатацию в начале 2002 года автомагистраль Сохэан косокторо (кор. 서해안고속도로; букв. «Скоростная дорога западного побережья»), ведущая в город Мокпхо, расположенный в провинции Чолла-Намдо в юго-западной части Корейского полуострова
- автомагистраль Кёнсу санопторо (кор. 경수산업도로; букв. «Промышленная дорога Сеул—Сувон»), ведущая в город Сувон, находящийся в 30 километрах к югу от Сеула. Является частью автомагистрали № 1 на Корейском полуострове, которая до Корейской войны связывала город Мокпхо с ныне северокорейским городом Синыйджу
- автомагистраль Собу кансонторо (кор. 서부간선도로; букв. «Дорога линии, разделяющей запад») — составная часть автомагистрали № 1 на Корейском полуострове
- ветка 1-й линии метро, которая также является железной дорогой Кёнбусон (кор. 경부선; букв. «Линия Сеул—Пусан»), связавшей столицу Южной Кореи с портовым городом Пусаном, расположенным на юго-востоке полуострова
- железнодорожная линия KTX Кёнбусон, по которой ходят скоростные поезда KTX.[4]

### Образование
В районе расположено 18 начальных 10 средних и 7 высших школ, а также 17 детских садов.

## Населённые пункты-побратимы
Внутри страны:
- уезд Онджин, г. Инчхон, Республика Корея (с 24 сентября 1994)[6]
- уезд Намхэ, провинция Кёнсан-Намдо, Республика Корея (с 17 октября 2003)[7]
- уезд Кохын, провинция Чолла-Намдо, Республика Корея (с 18 апреля 2005)[8]
- уезд Хвенсон, провинция Канвондо, Республика Корея (с 22 мая 2008)[9]

За рубежом:
- район Баошань (кит. 宝山区, пиньинь: Bǎoshān Qū), Китай (с 6 декабря 1996)[10]
- территория местного самоуправления Бервуд (англ. Local government area Burwood Council), штат Новый Южный Уэльс, Австралия (с 15 сентября 2003)[11]
- округ Берген, штат Нью-Джерси, США (с 15 октября 2004)[12]